# Баселард
Басела́рд (фр. baselarde — «базельська») — холодна зброя, що виникла наприкінці XIII століття, призначалася для військового і цивільного застосування . За різними класифікаціями може відноситися як до кинджалів, так і до коротких мечів. Баселарди вперше були винайдені в місті Базель, потім отримали поширення на території Швейцарії та Італії, а згодом і інших країн Європи. В XIV—XV століттях судячи з багатьох документальних і образотворчих джерел баселард стає най розповсюдженішою зброєю населення Центральної і Західної Європи. Баселард був дешевою зброєю широко доступною для простолюдинів, він був зручним в користуванні і використанні. Солдати використовували баселард як допоміжну зброю.
Баселард розпізнається за характерним ефесом. Має витягнутий клинок, списоподібний, двосічний зі слабо вираженою межею на кожній стороні. Зазвичай ефес баселарда має Т-подібну форму або ж форму перекинутої набік літери Н, верхня перекладина якої довше нижньої, що утворює гарду. Хвостовик зроблений за формою всього ефеса і укладений між двома щічками, зазвичай дерев'яними. Всі частини скріплені між собою заклепками. Клинок у баселарда може бути і двосічним, і з одностороннім заточуванням і зазвичай досить широкий. Клинки бували досить довгими і нагадували короткі мечі. Втім, довгі клинки зустрічаються рідше коротких, тому складається враження, що такі клинки були в ходу виключно в Швейцарії. Баселард інколи прикрашався художнім різьбленням і малюнками. Військові носили баселард на перев'язі на правому стегні, цивільні зазвичай носили його посередині нижче талії — кинджал при необхідності можна було вихопити миттєво.